# Parallelismo (geometria)

Rappresentazione di due rette parallele in un piano.

Nella geometria euclidea due o più enti sono mutuamente paralleli se tutti i punti dell'uno hanno la stessa distanza minima dall'altro, o dal prolungamento di questo. Inoltre ogni ente geometrico si considera parallelo a sé stesso. La relazione così definita si dice parallelismo ed è una relazione di equivalenza.
La relazione di parallelismo si nota generalmente con una doppia barra verticale o obliqua. Le espressioni {\displaystyle a\parallel b} e {\displaystyle a//b} si leggono "{\displaystyle a} è parallelo a {\displaystyle b}".

## Parallelismo nel piano
Due o più rette distinte nello stesso piano euclideo sono parallele se e solo se non hanno alcun punto in comune, cioè se non si incontrano mai. Due o più segmenti sono paralleli se lo sono le rette che li contengono.
Nel piano cartesiano due rette (distinte o no) di equazioni implicite {\displaystyle ax+by+c=0} e {\displaystyle a'x+b'y+c'=0} sono parallele se e solo se {\displaystyle ab'=a'b}.
Quindi sono parallele se e solo se hanno lo stesso coefficiente angolare ({\displaystyle m=m'} relativamente alle loro equazioni esplicite {\displaystyle y=mx+q} e {\displaystyle y=m'x+q'}) o sono verticali (e quindi hanno equazioni {\displaystyle x=a} e {\displaystyle x=b}).

### Il teorema delle rette parallele
Date due rette tagliate da una trasversale, se gli angoli alterni interni sono congruenti, le due rette sono parallele.

## Parallelismo nello spazio

Rappresentazione di tre piani paralleli.

In uno spazio euclideo tridimensionale due o più piani distinti sono paralleli se e solo se non hanno alcun punto in comune. Altrettanto vale per una retta ed un piano, che non la contiene, paralleli. È anche vero che due rette distinte parallele non hanno alcun punto in comune, ma è possibile per due rette distinte nello spazio non incontrarsi mai pur senza essere parallele. Si parla in questo caso di rette sghembe.

## Parallelismo nelle geometrie non euclidee
Il postulato delle parallele, meglio noto come quinto postulato di Euclide sostiene che per un punto {\displaystyle P} si può condurre una ed una sola retta parallela ad una data retta {\displaystyle r} non passante per {\displaystyle P}. È oggi dimostrato che tale assioma è indipendente dagli altri postulati di Euclide e la sua negazione conduce alle geometrie non euclidee, dove le proprietà del parallelismo classico non sono applicabili.

## Esempi

### Parallelismo tra due rette
Due rette parallele proiettate su un piano restano parallele, ma anche due rette sghembe possono avere proiezioni parallele su un piano. Nello spazio a tre dimensioni due rette sono parallele se e solo se questo è vero per due piani non paralleli.

### Parallelismo tra retta e piano
Un piano è parallelo a una retta se e solo se contiene una retta ad essa parallela. (Se e solo se il loro prodotto scalare è uguale a zero).

### Parallelismo nella proiezione prospettica
Due rette, o due piani, sono paralleli se e solo se hanno la stessa fuga; una retta è parallela a un piano se e solo se la sua fuga è contenuta in quella del piano.